# Malatyaspor

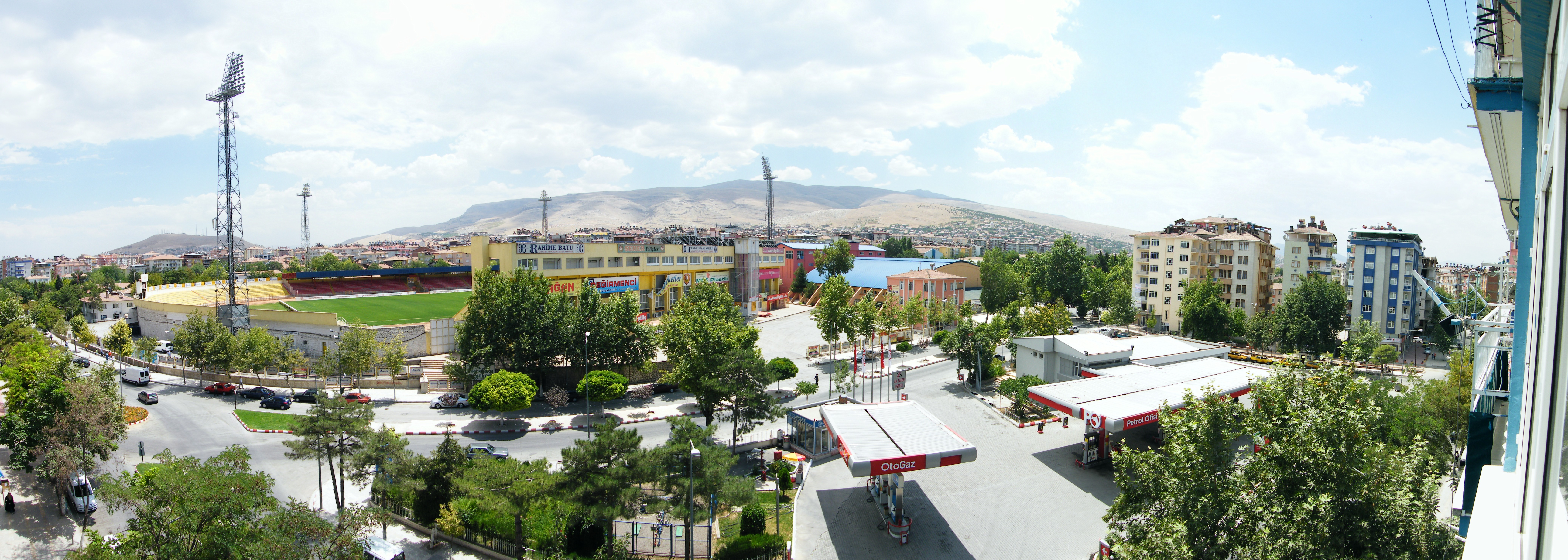
Malatya İnönü Stadyumu

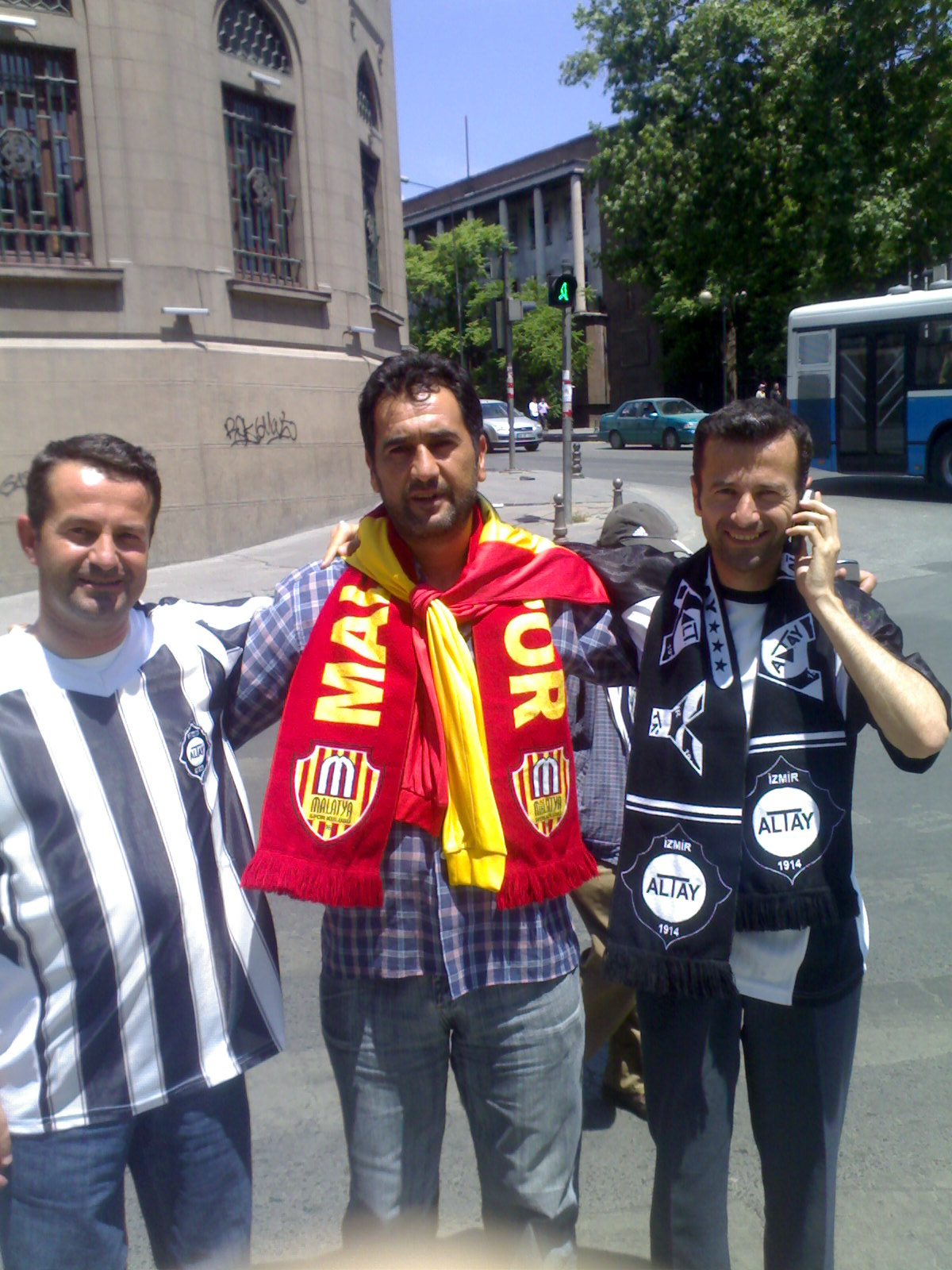
Fanoušci Altay SK a Malatyasporu

Malatyaspor (celým názvem Malatya Spor Kulübü) je turecký fotbalový klub z města Malatya, který byl založen v roce 1966. Svá domácí utkání hraje na stadionu Malatya İnönü Stadyumu s kapacitou 15 000 diváků. Klubové barvy jsou žlutá a červená (do roku 1984 to byly žlutá a černá).
Po finančních těžkostech byl klub v roce 2011 přeřazen do amatérské ligy (Malatya 1. Amatör Ligi).

## Výsledky v evropských pohárech
| Soutěž     | Sezóna  | Kolo    | Soupeř     | Doma | Venku    | Celkem | Postup  |
| ---------- | ------- | ------- | ---------- | ---- | -------- | ------ | ------- |
| Pohár UEFA | 2003/04 | 1. kolo | FC Basilej | 0:2  | 2:1 (PP) | 2:3    | vyřazen |

## Čeští hráči v klubu
Seznam českých hráčů, kteří působili v klubu Malatyaspor:
- Jiří Homola (2005–2008)[5]
- Tomáš Michálek (2006–2007)[6]
- Zdeněk Šenkeřík (2006–2007)[7]